# Hemiblossia michaelseni
Hemiblossia michaelseni är en spindeldjursart som beskrevs av Roewer 1933. Hemiblossia michaelseni ingår i släktet Hemiblossia och familjen Daesiidae. Inga underarter finns listade i Catalogue of Life.